# 褐毛花楸
褐毛花楸（学名：Sorbus ochracea）是蔷薇科花楸属的植物，是中国的特有植物。分布于中国大陆的云南等地，生长于海拔1,800米至2,700米的地区，见于山坡杂木林内，目前尚未由人工引种栽培。